# Bakhuisgebergte
Het Bakhuisgebergte is een 110 kilometer lange bergketen in Bakhuis, een gebied in het westen van Suriname, in het district Sipaliwini. Het gebergte is vernoemd naar de oud-KNIL-majoor L.A. Bakhuis (1855-1932), die in 1901 leiding gaf aan een expeditie naar de Coppename.
Deze bergketen is, net als de Emmaketen, een noordelijke voortzetting van het oost-west lopende Wilhelminagebergte. Hij bestaat grotendeels uit graniet en vormt de waterscheiding tussen de stroomgebieden van de rivieren Kabalebo en Nickerie in het westen, en dat van de Coppename in het oosten. Het gebergte is relatief laag, met een vijftiental toppen. Het hoogste punt is 1027 meter.
Het gebied is rijk aan bauxiet, waardoor het gebied de focus werd van het economische ontwikkelingsplan voor West-Suriname. Er kan naar schatting 300.000.000 ton worden gewonnen, evenwel van lagere kwaliteit dan in Oost-Suriname. Ook koper en nikkel komen er voor. In een gesteentemonster uit het Bakhuisgebergte werd in 1974 een nieuw mineraal gevonden, dat surinamiet werd genoemd.